# NB-10 Sloga
NB-10 Sloga bio je naoružani brod u sastavu mornarice NOVJ. Prije prenamjene u naoružani brod, puna tri mjeseca korišten je kao pomoćni brod za transport ljudstva i materijala.
8. siječnja 1944. zarobljuju ga Nijemci. Kako su partizani procijenili da preotimanje bez velikih gubitaka nije moguće, u ljeto iste godine skupina diverzanata ga potapa.
Kasnije ga Nijemci izvlače iz mora i popravljaju, nakon čega je uslijedio napad savezničkih zrakoplova na brodogradilište u kojem se nalazio te je teško oštećen. U rujnu 1944. tijekom njemačkog povlačenja s Korčula, brod je miniran kako ne bi pao u partizanske ruke.